# تدوين علم مصطلح الحديث
موضوع علم الحديث يدور على الإسناد، ويُعرف لغة: المعتمد، وسمي بذلك لأن الحديث يستند إليه، ويعتمد عليه. وعرف اصطلاحا: سلسلة الرواة الموصلة للمتن.
ولذا فإن الله - سبحانه وتعالى- قد تكفّل بحفظ كتابه، وهذا يستلزم حفظ ما يوضح ويبين ويفسر ويشرح، وهو الحديث، ومن أجل ذلك فقد هيأ الله لهذه الأمة رواة عُدولا، نقلوا هذا الدين جيلا بعد جيل، حفظوا على الناس دينهم، وقد قاموا بجهود عظيمة في نقله وتمحيص مروياته منذ عصر الصحابة –رضي الله عنهم- حتى تكامل تدوين الحديث بالطرق التي روي بها، كما دون مصطلحه على أدق منهج يمكن أن يوجد للتثبث من النصوص الروية وتمحيصها، ولما كان الإسناد هو الأساس في هذا العلم فقد نبه العلماء على أهمية السند منذ صدر الإسلام، لأنه عن طريقه نقلت مصادر الشريعة، فهذا الإمام محمد بن سيرين، أحد أئمة التابعين يقول: «إن هذا العلم دين، فانظروا عمن تأخذوا دينكم». وقال عبد الله بن المبارك: «الإسناد من الدين، ولولا الإسناد لقال من شاء ما شاء». وعن كون الإسناد من خصائص الأمة الإسلامية فقد قال شيخ الإسلام ابن تيمية: «الإسناد من خصائص هذه الأمة».
وقد هيأ الله تعالى الأسباب لحفظ السنة، فسخر لذلك جهابذة، قضوا جلّ أوقاتهم في جمعها وحفظها وتدوينا والعناية بهخا، والبحث عن رواتها، ونقد مروياتهم، واوجدوا موازين يعرف بها صحيح الحديث من سقيمه، فنشأ لذلك علم مصطلح الحديث بفنونه المتنوعة، وحفظ سنة نبينا محمد صلى الله عليه وسلم. حتى قال العلماء في ذلك: «لو أن شخصا كذب على النبي في الصباح لافتضح أمره في المساء». ولما سئل عبد الله بن المبارك عن الأحاديث الموضوعة على النبي صلى الله عليه وسلم أجاب فقال: «يعيش لها الجهابذة». وقال أبو نعيم الفضل بن دكين: قال سفيان الثوري: «من كذب في الحديث افتضح. وأنا أقول: من هم أن يكذب افتضح». وقال ابن الجوزي: «ولقد رد الله كيد الوضاعين والكذابين بأحبار أخيار فضحوهم، وكشفوا قبائحهم، وما كذب أحد قط إلا افتضح».
ولذا فقد يسر الله _سبحانه وتعالى_ جهابذة لهذا العلم وضعوا قواعده وقوانينه، فحفظوا حديث نبيه صلى الله عليه وسلم وردوا كيد أعدائه منذ عهد النبوة حتى أيامنا هذه. ومن هنا يمكن تحديد المراحل التاريخية لعلم مصطلح الحديث بمراحل متعددة.

## نشأته

### عصرالصحابة
نشأ علم الحديث في صدور الصحابة الذين كان لهم الفهم التام لما يرمي اليه بدون سند لأنهم صاحبوا الرسول -صلى الله عليه وسلم- وأخدوا عنه الشريعة الإسلامية مباشرة، والصحابة رضوان الله عليهم كلهم عدول ومنهم من شُغل بالعلم وهم الذين روو حديث رسول الله وخاصة الذين أكثروا من الرواية مثل: أبو هريرة وعبد الله ابن عمر بن الخطاب وعبد الله ابن عباس وأبوه ابن عباس وعبد الله ابن مسعود وابوه ابن مسعود وأبو بكر الصديق وعثمان بن عفان وعلي بن أبي طالب وأزواج النبي عائشة وزينب بنت جحش، وكان الصحابة يسألون عائشة في المسائل التي تخص النساء فيروونها عنها وكذلك يسألون بعضهم البعض؛ ولما تباعد زمان السلف الصالح وأصبح الكذب على رسول الله أمر شائع شدد العلماء في شروط رواية الحديث النبوي، وأصبحت المطالبة بالإسناد أمرا لازما حتى يُعرف العادل الضابط فيؤخذ حديثه من الكاذب أو الضعيف فيطرح حديثه ومن هنا ولد علم الرجال والجرح والتعديل، ثم إحتيج إلى تدوين قانون مخصوص يتميز بها الغث من السمين وجعلوا ذلك القانون قائم على أصول أسسوها من قواعد استخرجوها.
كان العلماء من الصحابة ومن بعدهم يبحثون في بعض أنواعه، وفروعه، ومسائله، ممزوجة بالعلوم والفنون الأخرى. وسار في طريق التطور شيئا فشئيا، وكلما مرت سنة من السنين، زادت أنواع هذا العلم، وأصبح أكثر تعقيدا وتفريعا واستقلالا.

### عصر التابعين
بدأعصر التابعين، بعد أن انتهى الجيل الأول، وذهب قرن الصحابة رضي الله عنهم، فتحمل التابعون بإحسان عن الصحابة، فتحمل التابعون بإحسان عن الصخابة العلم والإيمان، والشعور العميق بعظم المسؤولية الملقاة عليهم بتبليغ العلم والإيمان للأجيال من بعدهم، كما بلغتهم. وبدأت بعد وفاة كبار التابعين، بعد أن طلب الإسناد، وتشعب وانتشر وظهر التثبت من الرواية، ودقق في النقل، وأصبحت منهجية نقد واضحة في نقل الأخبار والروايات، في الوقت الذي زادت فيه البدع والخرافات، وبرزت الفرق الضالة، وظهرت بدعتها، وكثر إتباعها، وانتشرت النحل والعصبية، حتى ظهر من يعتمد الكذب ووجد المتعصبون للمذاهب، فأصبحوا يروون أحاديث مذهبهم وبدعتهم، فظهرت الحاجة الملحة إلى المزيد من البحث والدراسة والتثبيت والرحلة في طلب الحديث إلى الشام، والمدينة، والحجاز والكوفة، والبصرة، وكثرت الأخبار في رحلات العلماء لطلب الحديث وتعلم السنة حتى أنها تفوق الحصر وللإمام أبي بكر أخمد بن علي بن ثابت المعروف بالخطيب البغدادي، كتاب بهذا العنوان وهو حافل بأخبار الرحلة في طلب الحديث. وفي هذه الحقبة دوت صرخات من أئمة التابعين، لمواجهة كل هذه الأخطار المحدقة بالسنة وتجند للدفاع عن السنة أئمة ومن هذه الصرخات، كلمة محمد بن سيرين، التي حفظتها، وهي قوله: «إن العلم دين، فانظروا عمن تأخذون دينكم».
وظهر الكتابة في الجرح والتعديل، الذي يبحث في أحوال الرواة من حيث القَبول والرد، وظهر من العلماء محموعة في الولايات والآفاق، فاضطر العلماء الجهابذة من علماء الجرح والتعديل، إلى اتساع النظر، والاجتهاد في البحث عن الرواة ونقد الإسناد فظهر منهم: محمد بن مسلم بن شهاب الزهري، ومعمر بن راشد الصنعاني، وشعبة بن الحجاج، ومالك بن أنس، وعبد الله بن المبارك ويحيى بن سعيد القطان وسفيان الثوري وعبدالرحمن بن مهدي، وعبد الرحمن بن عمرو الأوزاعي وعامر بن شراحيل الشعبي، وأيوب بن كيسان السختياني، وهشام بن عبد الله الدستوائي. مما جعل هذه المرحلة بحق مرحلة البناء القوي المنيع، ومرحلة التـأصيل، ووضعت القواعد لهذا العلم، حتى قال الإمامة الأوزاعي: «كنا نسمع الحديث فنعرضه على أصحابنا كما يعرض الدرهم المزيف على الصيارفة، فما عرفوا منه أخذنا، وما تركوه تركنا» وظهر في الفترة التخصص في علم واحد من العلوم ويعد الإمام الشافعي أول من صنف وكتب في قواعد علم مصطلح الحديث في كتابه (الرسالة). وهو كتاب في أصوله في أصول الفقه، لكن حوى أهم مباحث مصطلح الحديث، كشرط الحديث الصحيح، وشرط حفظ الراوي، والرواية بالمعنى، وبحث في الحديث المرسل، والحسن، حتى عد بأنه أول من صنف بذلك لكنه لم يكن متخصصا ولا شاملا لبعض العلوم تقعيد وتأصيلا، وكان لهذه الرحلة التي برز فيها علم الجرح أثرا واصحا في حفظ السنة النبوية.

### العصر الذهبي القرن الثالث
تميز العصر الذهبي بالنضوج والرسوخ والقوة، ببيان أن مصطلح الحديث بلغ قمة تطوره مع وجود قوة كبيرة للفرق الضالة والمنحرفة التي تعاظم خطرها وازداد. وفي هذه المرحلة برز هذا العلم. وظهرت كتاباته مدونة ومُوّثة، وهيأ الله في هذه المرحلة أكابر العلماء، منهم يحيى بن معين، صنف في موضوعات عدة ومتنوعة كان أبرزها كتب التاريخ والتراجم، وعلي بن المديني، ولعله أقدم من صنف في موضوعات مختلفة بمجموعة كبيرة من المصنفات في الفنون الحديثية بلغت أكثر من مئتي كتاب لم يسبقه أحد من المصنفين في موضوعاته، لكنها فقدت في اكثرها، ومنهم إمام أهل السنة أحمد بن حنبل، صنف في مئات الأجزاء في معظم موضوعات مصطلح الحديث، ومنهم محمد بن إسماعيل البخاري، صنف في الضعفاء والتاريخ والكًنى والعلل، فكان بارعا ومتعمقا في علم العلل، حتى قال عنه الإمام مسلم بن الحجاج: أستاذ الأستاذين، وسيد المحدثين، وطبيب الحديث في علله.
ومنهم الإمام مسلم بن الحجاج، مجموعة من المصنفات في العلل، والأقران، والتاريخ، وذكر في مقدمة صحيحه من المصنفات في العلل، والأقران، والتاريخ، وذكر في مقدمة صحيحه حول هذا الموضوع، ومنهم عبيد الله بن عبد الكريم أبو زرعة الرازي في الضعفاء والمتروكين، الصغير، ومنهم محمد بن يزيد ابن ماجة القزويني، ومنهم أبو داود السجستاني، رسالة إلى أهل مكة ومنهم محمد بن عيسى بن سورة الترمذي، قد صنف كتابي العلل، والجرح والتعديل، وقد عرف بالنقد الباهر للرجال والعلل. ومنهم أبو بكر البزار، صنف مصنفا سماه «من يترك حديته أو يقبل». وصنف أبو بكر البرديجي، كتابا سماه معرفة أصول الحديث.
وفي هذه المرحلة دونت الأحاديث، وأفرد علماء هذا العصر علم المصطلح بالبتأليف بأنواعه المختلفة المتخصصة، فصنف في: المرسل، والعلل، وتاريخ الرجال، والثقات، والضعفاء، والطبقات، والكُنى، والتاسخ والمنسوخ. وكانت الصفة الغالبة في هذه المرحلة رغم كثرتها وتنوعها متخصصة في نوع واحد. وقد بين الإمام الحاكم في كتابه «معرفة علوم الحديث» مجموعة من الكتب المختلفة في موضوعاتها الخاصة بعلوم الحديث، والتي تدل دلالة واضحة عن نشأة الكتب في العصر الذهبي لعلم المصطلح.

### مرحلة الكتابة والاستكمال القرن الرابع والخامس والسادس
إلى أن جاء القرن الرابع هجري الذي شهد تطورا ونضجا وازدهارا في مختلف الفنون والعلوم، وهي مرحلة واسعة في التأليف بهذا العلم، وهي مرحلة كتابة مصطلح الحديث في كتب خاصة، وتعد المرحلة الثالثة لها الأثر الواضح في مصنفات هذه المرحلة الثالثة، وبرز في هذه المرحلة الكتب المستقلة التي تجمع قواعد أصول الحديث مجردة عن غيرها بوصفها علما قائما لذاته له منهجه ومرتكزاته. وفي هذه المرحلة بدأ الاهتمام في أنواع علم المصطلح المختلفة، وصنف في جميع هذه الأنواع، وبرز لكل نوع علماء مصنفين مختصين، برزوا في جانب معين من هذه الجوانب، مع أن هذه العلوم كثيرة ومتنوعة، لا يمكن ذكرها في هذا البحث، إذ أنها لا تعد ولا تحصى، حتى قال عنها الإمام محمد بن موسى الحازم: «علم الحديث يشمل على أنواع كثيرة تبلغ مائة، كل منها علم مستقل لو أنفق الطالب فيه عمره لما أدرك نهايته». ومن أهم هذه العلوم المتعددة الأنواع:
1. علم الجرج والتعديل: علم يبحث عن الرواة من حيث ما ورد في شأنهم مما يشينهم أويزكيهم بألفاظ مخصوصة، وقد تكلم به الكثير من اشتغل بعلم الحديث، وصنف المصنفات في ذلك كالطبقات الكبرى لابن سعد، وكتب التاريخ الكبير والتاريخ الأوسط والتاريخ الصغير للبخاري[2]، والتاريخ ليحيى بن معين وغيره.
2. علم رجال الحديث : علم يعرف به روتة الحديث من حيث أنهم رواة للحديث، وأول من عرف عنه الاشتغال بهذا العلم، الإمام البخاري، وصنف فيه ابن حبان في كتابيه المجروحين، والثقات، وابن عدي في كاتبه الكامل في الضعفاء.
3. علم مختلف الحديث: علم يبحث في الأحاديث التي ظاهرها التعارض من حيث إمكان الجمع بينهما، إما بتقييد مطلقها، أو تخصيص عامها، أو حملها على تعدد الحادثة التي ورد فيها الحديث. وقد صنف فيه الشافعي، وابن قتيبة الدينوري، وابن الجوزي.
4. علم علل الحديث: علم يبحث في الأسباب الخفية الغامضة التي تقدح في صحة الحديث من أن الظاهر السلامة منه، كوصل منقطع، ورفع موقوف، وإدخال حديث بحديث. وممن صنف علي بن عمر الدارقطني.
5. علم غريب الحديث: علم يبحث فيما وقع في متن الحديث من لفظة غامضة بعيدة عن الفهم لقلة استعمالها، وممن صنف الزمخشري.
6. علم ناسخ الحديث ومنسوخه: علم يبحث عن الأحاديث المتعارضة التي لا يمكن التوفيق بينها من حيث الحكم على بعضها أنه ناسخ، وعلى بعضها الآخر أنه منسوخ، فما ثبت تقدمه يقال له منسوخ، وما ثبت تأخره يقال له ناسخ. وممن صنف فيه أحمد بن إسحاق الدينوري.

إضافة إلى مجموعة كبيرة زاخرة من أمهات الكتب، والمؤلفات المتنوعة في فن مصطلح الحديث، والتي تعد بحق من المؤلفات الجامعة التي أصبحت مصدرا أساسيا لكل من صنف في هذا العلم من المراحل المتأخرة حتى أتامنا هذه، إذ نضجت العلوم واستقر الاصطلاح وصنفت الكتب والمصنفات، وقد امتازت هذه الكتب أنها لم تكن متكررة لما قبلها. ومن أهم هذه الكتب والمصنفات:
1. المحدث الفاصل بين الراوي والواعي. القاضي أبو محمد الرامهرمزي
2. معرفة علوم الحديث وكمية أجناسه. الحاكم النيسابوري
3. المُسْتَخْرج على معرفة علوم الحديث. أبو نعيم الأصبهاني
4. الكفاية في علم الرواية.الخطيب البغدادي
5. الجامع لآداب الشيخ والسامع. له أيضا
6. الإلماع إلى معرفة أصول الرواية وتقييد السماع. القاضي عياض
7. ما لا يسع المحدث جهله. لأبي حفص عمر بن عبد المجيد الميانجي.

لقد تميزت هذه المرحلة التاريخية لعلم المصطلح بجهود زاخرة من العلماء في البحث والتاليف والتصنيف والنقد والتحرير، حتى أن الحافظ ابن حجر وصف كتب هذه المرحلة بقوله: «كلّ فن من فنون الحديث إلا وقد صنف فيه كتابا مفردا». ولم تقتصر هذه المرحلة على هذه الكتب بل كان هناك متات من الكتب التي صنفت في الرجال والثقات والضعفاء والطبقات والأطراف.

### مرحلة الجمع والترتيب والتمحيص والنضج والاكتمال القرن السابع إلى القرن العاشر
هذه المرحلة التاريخية من مراحل هذا العلم بالرغم من طولها وامتدادها إلا أنها تعد عالة على المرحلة السابقة، مع الأخذ بالضبط والنقد والتمحيص بالرغم من كثرة العلماء، وقد اشتهر التأليف في هذه المرحلة وجاءت هذه الكتب لتستفيد من كاب المرحلة السايقة، فرتبت، وهذبت، وحوت جميع ما سبقته. وأطلق عليها المرحلة التعليمية، ومن أهم كتب هذه المرحلة:
1. كتاب في معرفة علوم الحديث، المعروف بمقدمة ابن الصلاح لشيخ الإسلام ابن الصلاح الشهرازوري.

فإلتف الحفاظ الذين جاءو من بعده حوله بالشرح والتقييد والاختصار، فألف الحافظ النووي كتابه التقريب والتيسير لمعرفة سنن البشير النذير، والحافظ ابن كثير كتابه الباعث الحثيث شرح اختصار علوم الحديث، وألف الحافظ العراقي التبصرة والتذكرة والألفية.

## أول من صنف كتاب في علم الحديث
صنف القاضي أبو محمد الرامهرمزي كتابه (المحدث الفاصل بين الراوي والواعي)، ثم جاء بعده الحاكم النيسابوري فألف كتابه (معرفة علوم الحديث وكمية أجناسه) ثم تلاه أبو نعيم الأصبهاني فعمل كتابه (المُسْتَخْرج على معرفة علوم الحديث) ثم جاء بعده الخطيب البغدادي، فعمل في قوانين الرواية كتابا سماه (الكفاية في علم الرواية) وفي آدابها كتابا سماه (الجامع لأخلاق الراوي وآداب السامع)، ثم جاء من بعده القاضي عياض فألف كتابه (الإلْماع إلى معرفة أصول الرواية وتقييد السماع) وألف أبو حفص الميانجي كتاب (ما لا يسع المحدث جهله).
إلى أن جاء الحافظ ابن الصلاح الشهرازوري فجمع كتابا في معرفة علوم الحديث، المعروف بمقدمة ابن الصلاح. فإلتف الحفاظ الذين جاءو من بعده حوله بالشرح والتقييد والاختصار، فألف الحافظ النووي كتابه التقريب والتيسير لمعرفة سنن البشير النذير، والحافظ ابن كثير كتابه الباعث الحثيث شرح اختصار علوم الحديث، وألف الحافظ العراقي التبصرة والتذكرة والألفية.
وألف ابن حجر كتاب سماه نخبة الفكر ثم شرحه في كاب نزهة النظر.
وكتب البيقوني منظومة سميت البيقونية، وألف السيوطي ألفية في علم الحديث (ألفية السيوطي) وشرح الفية العراقي سماها البحر الذي زخر في شرح ألفية الأثر.
ولم تزل التآليف في علم الحديث متتالية منذ تلك العصور لم تنقطع إلى يومنا هذا.

## وصلات خارجية
- نشأةعلم الحديث على يوتيوب.
- أطوار علوم الحديث من النشأة إلى اليوم على يوتيوب.
- مقدمة عن تاريخ علم الحديث على يوتيوب.